# Gordon Sim
Gordon Sim ist ein US-amerikanischer Artdirector und Szenenbildner, der einmal den Oscar für das beste Szenenbild gewann sowie ein weiteres Mal für den Oscar in dieser Kategorie nominiert war.

## Leben
Sim begann seine Laufbahn als Artdirector und Szenenbildner in der Filmwirtschaft Hollywoods 1983 in Filmen wie Curtains – Wahn ohne Ende sowie Dr. Yes: Hyannis Affair und arbeitete bis heute an der szenischen Ausstattung von fast vierzig Filmen mit.
Bei der Oscarverleihung 2003 gewann er zusammen mit John Myhre den Oscar für das beste Szenenbild in dem Musicalfilm Chicago (2002) von Rob Marshall mit Renée Zellweger, Catherine Zeta-Jones und Richard Gere in den Hauptrollen.
2010 erhielten er und Myhre eine Oscar-Nominierung in dieser Kategorie, und zwar für den ebenfalls von Rob Marshall inszenierten Musical-Liebesfilm Nine (2009) mit Daniel Day-Lewis, Marion Cotillard und Sophia Loren.
Zurzeit arbeitet Sim an der szenischen Ausstattung der Fernsehserie Copper, die 2012 ausgestrahlt werden soll.

## Filmografie (Auswahl)
- 1983: Curtains – Wahn ohne Ende
- 1983: Dr. Yes: Hyannis Affair
- 1994: Schneesturm im Paradies
- 1996: Extrem… mit allen Mitteln
- 2001: Driven
- 2005: Das Comeback
- 2007: Hairspray
- 2009: Amelia
- 2011: Pirates of the Caribbean – Fremde Gezeiten

## Auszeichnungen
- 2003: Oscar für das beste Szenenbild